# Crimilde (nome)
Crimilde  è un nome proprio di persona italiano femminile. 

## Varianti
- Femminili: Grimilde[1]
  - Ipocoristici: Ilda

### Varianti in altre lingue
- Germanico: Grimhildis[2], Grimhilt[2][3], Crimhilt[2], Criemilt[2], Krimhilt[2], Kriemhild[1][3]
- Inglese: Grimhild, Grimhilde
- Islandese: Grímhildur
- Norreno Grímhildr[3]
- Tedesco: Kriemhild[3][4], Kriemhilde[3][4], Kriemhilde[3]

## Origine e diffusione

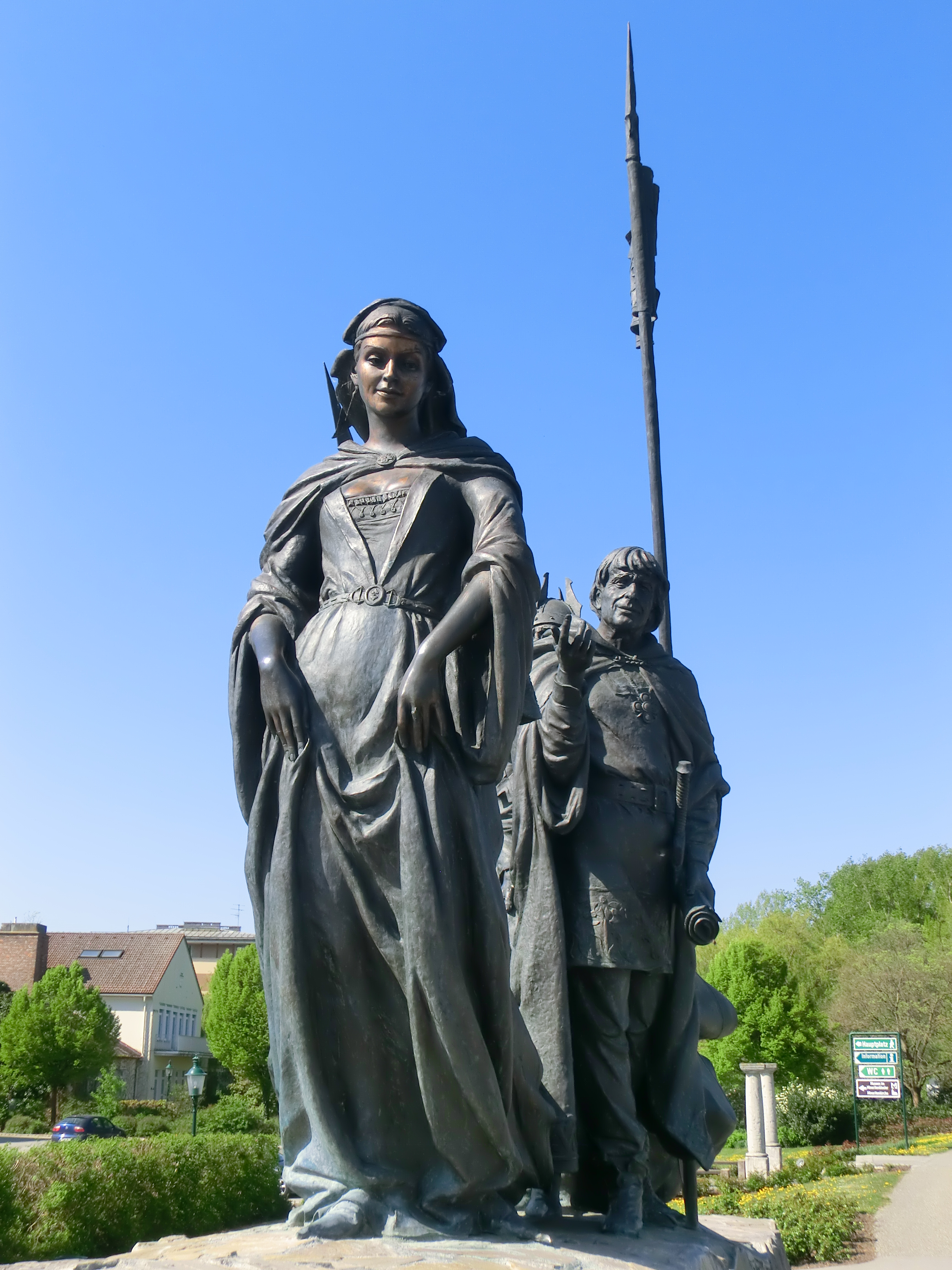
Statua di Crimilde nel Nibelungendenkmal di Tulln

Continua il nome germanico Grimhildis; è composto da un primo elemento presente anche in Grimaldo, generalmente ricondotto al norreno grima, cioè "maschera", "elmo" (ma la sua esatta etimologia è incerta, e sono stati proposti numerosi altri significati), combinato con hildi (o hild, hilt, "battaglia"). Il nome può quindi essere interpretato complessivamente come "guerriera mascherata" o "guerriera con l'elmo".
Nome di tradizione letterario-mitologica, è portato nel Nibelungenlied da uno dei personaggi principali, Crimilde, corrispondente alla Gudrun della mitologia norrena. Da lei prende il nome 242 Kriemhild, un asteroide della fascia principale. Venne inoltre portato dall'ultima moglie di Attila, conosciuta anche con il nome di Ildikó.

## Onomastico
Non esistono sante con questo nome, che quindi è adespota. L'onomastico può essere festeggiato in occasione di Ognissanti, il 1º novembre.

## Il nome nelle arti
- Crimilde è un personaggio dei Nibelungenlied.
- Grimilde è il nome della regina malvagia di Biancaneve nelle trasposizioni disneyane della storia.
- Grimilde di Manhattan è il nome che Fabrizio De André dà alla Statua della Libertà nel suo album Storia di un impiegato.